# Protandrena texana
Protandrena texana är en biart som beskrevs av Timberlake 1976. Protandrena texana ingår i släktet Protandrena och familjen grävbin. Inga underarter finns listade i Catalogue of Life.